# Нетбук
Нетбук припада класи малих, лаганих и јефтиних преносних рачунара представљених 2007. Нетбукови се такмиче у истом тржишном сегменту као и мобилни и ChromeBook-ови. 
У касној  2007.  као лаптопови мањих димензија од типичних оптимизовани за малу тежину и ниску цену  - дизајнирање лаптопова почело је да се појављује са изостављањем одређених функција (нпр. Оптичког диска, у корист ССД-ова), који садрже мање екране и тастатуре и смањење рачунарске снаге у поређењу са лаптопом пуне величине. Током своје еволуције, екрани нетбукова су се кретали од 5 до 12 инча. Типична тежина је 1 kg . Често су били ѕначајно јефтинији од осталих лаптопа , средином 2009. године, нетбукови су почели да нуде неке својим корисницима бесплатне мобилне податке, уз продужену куповину уговора о услугама. 
У кратком периоду од њиховог појављивања, нетбукови су порасли у величини и значајкама и конвертовали се са мањим, лакшим лаптоповима и суб-лаптоповима. До августа 2009, када је упоређивао DELL нетбоок са Делл-овом нотебоок-ом, CNET је нетбук-ове назвао "ништа друго до мањим, јефтинијим нотебоок-овима", напоменувши, "спецификације су толико сличне да би просечни купац вероватно био збуњен зашто је један бољи од другох ", и" једини закључак је да заиста не постоји разлика између уређаја ".  У покушају да спрече канибализацију уноснијих преносних рачунара у својој линији, произвођачи су увели неколико ограничења на нетбуковима; међутим, то би ускоро гурнуло нетбоокове у рупу у којој су имали неколико карактеристичних предности у односу на традиционалне лаптопове или таблет рачунаре (види доле). 
Многе велике компаније за производњу нетбукова престале су их производити до краја 2012.  Много нетбук производа на тржишту је замењено Кромбуковима, што је варијација мрежног рачунарског концепта у облику нетбоока. ХП је поново ушао на тржиште нетбоок рачунара који нису Цхромебоок са Стреам 11 у 2014. години.  Недавно су објављени и неки специјализовани рачунари са факторима форме упоредивим са нетбооковима, као што су ГПД Вин и његов наследник, ГПД Вин 2 . 

## Историја
Порекло нетбука може се пратити до веома популарног Тосхибиног асортимана Либретто под-ноутбук-ова. Либрето 6 "датира почетком 1996. године и тежио је само 840 г. Apple је средином 90-их такође имао линију ПоверБоок Дуос који су били ултра преносиви Macingtosh лаптопови. Касније, Псион -ова сада укинута нетБоок линија, ОЛПЦ КСО-1 (који се у почетку звао лаптоп од 100 $) и Палм Фолео, су били мали, преносиви рачунари који имају мрежу.   Генеричка употреба термина "нетбук", међутим, почела је 2007. године када је Асус представио рачунар Асус Еее ПЦ. Првобитно дизајнирани за тржишта у настајању, 23 cm × 17 cm (9,1 in × 6,7 in) уређај је тежио око 0,9 kg (2 lb) и представио 7 in (18 cm) екран, тастатура приближно 85% величине нормалне тастатуре, ССД уређај и прилагођена верзија Линука са поједностављеним корисничким интерфејсом усмереним на употребу нетбоока.  Након Еее ПЦ, Еверек покренула Линук базиран ЦлоудБоок ; Такође су представљени и модели Windows XP и Windows Vista, а МСИ је објавио Винд — други су убрзо следили. 
Крајем 2008. године, нетбук-ови су почели да одузимају тржишни удео од бележница .  За разлику од ранијих, углавном неуспелих покушаја да се мини рачунари успоставе као нова класа главних рачунарских личних рачунара изграђених око релативно скупих платформи које захтевају власничке софтверске апликације или намећу строга ограничења употребљивости, недавни успех нетбоокова такође се може приписати чињеници да је PC технологија је сада довољно сазрела да омогући реално оптимизиране трошкове имплементације с довољно перформанси које одговарају потребама већине корисника рачунара. Ово илуструје чињеница да су типичне системске перформансе нетбоока на нивоу главног рачунара у 2001. години, на око једне четвртине трошкова. Иако је овај ниво перформанси довољан за већину корисничких потреба, изазвао је повећан интерес за апликације које ефикасно користе ресурсе, попут Гоогле -овог Цхроме-а, и приморао Microsoft да прошири доступност Виндовс XP-а како би осигурао удио на тржишту. Процењује се да је у 2008. продато готово тридесет пута више нетбоокова (11,4 милиона, од чега је 70% било у Европи)  него у 2007. (400 000).  Овај тренд је појачан порастом апликација заснованих на вебу, као и мобилног умрежавања, а према Виред Магазину, нетбоокови се развијају у „супер преносиве преносне рачунаре за професионалце“.  Текућа рецесија такође помаже растућој продаји нетбоока 
Microsoft и Intel покушали су да "цементирају" нетбоок-ове у доњем крају тржишта како би заштитили маинстреам продају преносних рачунара, јер имају ниже марже на јефтиним моделима. Компаније су ограничиле спецификације нетбоок-ова, али упркос овом оригиналном произвођачу опреме најавили су моделе нетбоокова вишег ранга од марта 2009. године. 

## Хардвер
Нетбукови обично има мање снажан хардвер од већих преносних рачунара и немају оптички диск који имају већи лаптопови. Неки нетбоокови немају ни уобичајени Хард-диск .  Такви нетбук - ови уместо тога користе солид-стате уређаје за складиштење података, јер им је потребно мање енергије, бржи су, лакши и углавном отпорнији на ударце, али са много мањим капацитетом складиштења (попут 32, 64 или 128 GB у поређењу са 100 GB за 2 ТБ механички чврсти дискови типични за многе преносне рачунаре / преносне рачунаре). 
Поређење
По дефиницији, нетбук-ови смештају процесоре са мало процесорске снаге. За поређење уобичајени двојезгарни Цоре2 Дуо Т5600 на 1.83   GHz са 2   МБ Л2 кеш меморија која се користи у лаптопима ниског нивоа има ПассМарк оцену од око 1000 бодова. Следећа табела приказује референтне вредности за најчешће нетбоок процесоре: 
| Произвођач | Име              | Цоре Цоунт | Фреквенција </br> ( GHz) | Л2 кеш меморија </br> ( КБ) | ТДП </br> ( В) | Референце | Просек </br> ПассМарк резултат |
| ---------- | ---------------- | ---------- | ------------------------ | --------------------------- | -------------- | --------- | ------------------------------ |
| Интел      | Атом Н270        | 1          | 1.6                      | 512                         | 2.5            | [ 19 ]    | 270                            |
| Интел      | Атом Н450        | 1          | 1.66                     | 512                         | 5.5            | [ 20 ]    | 296                            |
| Интел      | Атом Н550        | 2          | 1.5                      | 1024                        | 8.5            | [ 21 ]    | 524                            |
| Интел      | Атом Н2600       | 2          | 1.6                      | 1024                        | 3.5            | [ 22 ]    | 526                            |
| Интел      | Атом Н2800       | 2          | 1.86                     | 1024                        | 6.5            | [ 23 ]    | 625                            |
| АМД        | Атхлон Нео МВ-40 | 1          | 1.6                      | 512                         | 15             | [ 24 ]    | 410                            |
| АМД        | АМД Фусион Ц-50  | 2          | 1                        | 1024                        | 9              | [ 25 ]    | 462                            |
| АМД        | АМД Фусион Ц-60  | 2          | 1.0 / 1.3 турбо          | 1024                        | 9              |           | 545                            |

## Оперативни системи

### Виндоуз
Microsoft је 8. априла 2008. објавио да ће, упркос наглом прекиду доступности малопродаје за оперативни систем до јуна, наставити да лиценцира јефтине копије Windows XP "Home Edition" ОЕМ-овима до октобра 2010. (годину дана након издавања оперативног система Windows 7) за оно што је дефинисано као „ултра јефтини лични рачунари“ - дефиниција која носи ограничења на величину екрана и моћ обраде.   Тај потез служио је превасходно за спречавање употребе јефтиних дистрибуција Линука на нетбооковима и стварање новог тржишног сегмента за Виндовс уређаје, истовремено осигуравајући да уређаји не могу канибализовати продају рачунара вишег ранга са системом Виндовс Виста .  У 2009. години процењено је да је преко 90% (96% које Microsoftт тврди од фебруара 2009.) нетбука у Сједињеним Државама испоручено са Виндовс КСП.  
За Windows 7, Microsoft је представио ново издвојено издање намењено нетбооковима познатим као "Стартер", искључиво за ОЕМ-ове. За разлику од Хоме Премиум-а, Стартер има смањену мултимедијалну функционалност, не дозвољава корисницима да мењају позадину или тему радне површине, онеспособљава тему „ Аеро Гласс “ и нема подршку за више монитора.  

### Андроид
Гоогле-ова софтверска платформа за Андроид, дизајнирана за мобилне телефоне, демонстрирана је на рачунару АСУС Еее, а њена верзија оперативног система Линук садржи смернице за уређаје за мобилни интернет, укључујући оригинални Асус Еее ПЦ 701.  АСУС је доделио инжењере да развију нетбоок базиран на Андроиду.  У мају 2009. године добављач компаније Делл најавио је да преноси Адобе Фласх Лите на Андроид за Делл нетбоокове.  Ацер је најавио да су Андроид нетбоокови доступни у К3 / 2009.  У јулу 2009. године створен је нови пројекат, Андроид-к86,  који пружа решење отвореног кода за Андроид на платформи к86, посебно за нетбоокове. 

### Chrome OS
2011. године Гоогле је представио Цхроме ОС, Линук оперативни систем дизајниран посебно за уређаје који су слични нетбооку који се продају као " Цхромебоок ". Платформа је дизајнирана да користи интернетске услуге, рачунање у облаку и истоимени Цхроме веб прегледач као своју љуску - толико да је оперативни систем у почетку користио пуни екран веб прегледача као интерфејс и садржавао ограничену функционалност ван мреже.   Касније верзије Цхроме ОС-а увеле су традиционално сучеље за радну површину  и платформу која је омогућила да се за ту платформу развију „нативе“ упаковани софтвери написани у ХТМЛ, ЈаваСцрипт и ЦСС . 

### Остало (укључујући и Линукс)
Нетбоок-ови су покренули развој неколико Линук верзија или потпуно нове дистрибуције, које су оптимизоване за малу употребу екрана и ограничену процесорску снагу Атом или АРМ процесора који обично напајају нетбоокове. Примери укључују Убунту Нетбоок Едитион, ЕасиПеаси, Јоли ОС и МееГо, ФрееБСД, НетБСД, ОпенБСД и Дарвин. И Јоли ОС и МееГо сматрају се „социјално оријентисаним“ или оперативним системима друштвених мрежа, а не традиционалним оперативним системима „производње канцеларијског посла“. 
Од 2010. године, главни произвођачи нетбоока више не инсталирају или подржавају Линук у Сједињеним Државама. Разлог за ову промјену става је нејасан, иако се подудара са доступношћу „нетбоок“ верзије Виндовс КСП-а и каснијег Виндовс 7 Стартера и снажним маркетиншким притиском за усвајање овог ОС-а на тржишту нетбоока. Међутим, компаније које циљају нишна тржишта, попут Систем76 и ЗаРеасон, настављају прединсталирати Линук на уређајима које продају. 

## Употреба
Истраживање НПД-а из јуна 2009. показало је да 60% купаца нетбоока никада не вади своје нетбоокове из куће. 
Под Диснеиевим брендовима објављена су посебна "дечја" издања нетбоока; њихове ниске цијене (мање изложене ризику), недостатак ДВД плаиера (мање за ломљење) и мање тастатуре (ближе величинама руку дјеце) сматрају се значајним предностима за то циљно тржиште. Главна замерка нетбоок-овима у овом контексту је недостатак добрих видео перформанси за стриминг видео видеа у тренутним нетбооковима и недостатак брзине са чак и једноставним играма. Претраживање текстуалног садржаја одраслих мање зависи од видео садржаја од мале деце која не умеју да читају. 
Нетбоокс је растући тренд образовања из више разлога. Потреба да се деца припреме за животни стил 21. века, у комбинацији са стотинама нових образовних алата који се могу наћи на мрежи, и све већи нагласак на учењу усмереном на ученике три су највећа фактора који доприносе растућој употреби нетбоок технологије у школама.
Делл је био један од првих који је масовно произвео робусни нетбоок за образовни сектор, тако што је имао гумене трошкове, екран осетљив на додир и мрежну активност светлости да би учитељу показао да је нетбоок онлајн. 
Нетбоокс нуди неколико различитих предности у образовном окружењу. Прво, њихова компактна величина и тежина олакшавају уклапање у радне просторе ученика. Слично томе, мале величине чине пријеноснике лакшим за транспорт него тежи, традиционални лаптопи веће величине. Поред тога, цене које се крећу у распону од 200 до 600 долара значе да је приступачност нетбоок-ова могла олакшати креаторе школских буџета. Упркос малој величини и цени, нетбоокови су у потпуности способни за обављање већине задатака у вези са школом, укључујући обраду текста, презентације, приступ Интернету, репродукцију мултимедије и управљање фотографијама. 